# Демерташ, Виктор Константинович
Виктор Константинович Демерташ (укр. Віктор Константинович Демерташ; 15 июня 1947 — 25 декабря 2019) — советский и украинский актёр. Народный артист Украины (2017).

## Биография
Родился 15 июня 1947 года в Киеве в семье рабочего.
Окончил актерский факультет Всесоюзного государственного института кинематографии (1972 год, мастерская В. В. Белокурова).
Умер 25 декабря 2019 года на 73-м году жизни.

## Фильмография
1. 1973 — Много шума из ничего — приближённый герцога
2. 1973 — Как закалялась сталь
3. 1973 — Повесть о женщине
4. 1974 — Какая у вас улыбка — радиомонтажник Петя
5. 1974 — Юркины рассветы — член комсомольского бюро
6. 1974 — Марина — Михай
7. 1974 — Ответная мера
8. 1975 — Капитан Немо — Франсуа
9. 1975 — Весна двадцать девятого — американец на собрании
10. 1975 — Переходим к любви — Виктор
11. 1976 — Быть братом — рабочий
12. 1977 — Гармония — гость на вечеринке
13. 1977 — Ералашный рейс
14. 1977 — За пять секунд до катастрофы — Слава
15. 1977 — Перед экзаменом
16. 1977 — Сапоги всмятку — актёр в костюме гусара
17. 1977 — Талант — секретарь Подрайского
18. 1978 — За всё в ответе — Куница
19. 1978 — Искупление чужих грехов — брат Алоиз
20. 1978 — Подпольный обком действует — Яков
21. 1979 — Дождь в чужом городе
22. 1979 — Расколотое небо — Григорьев
23. 1980 — Лесная песня. Мавка — Куц, чёрт
24. 1981 — Дополнительный след — Якубов
25. 1981 — Перед закрытой дверью — Фарид
26. 1982 — Здесь тебя не встретит рай — Ксанмаммад
27. 1983 — Легенда о княгине Ольге — князь древлян Мал
28. 1984 — Единица „с обманом“ — тренер
29. 1984 — Груз без маркировки
30. 1984 — Два гусара — господин на балу
31. 1988 — Обвиняется свадьба
32. 1986 — Капитан «Пилигрима»
33. 1987 — Даниил — князь Галицкий
34. 1987 — Другая жизнь
35. 1987 — Моя дорогая
36. 1987 — Соломенные колокола — фотокор
37. 1988 — Дама с попугаем
38. 1989 — Зелёный огонь козы
39. 1989 — Храм воздуха — Эдик
40. 1989 — Лебединое озеро. Зона
41. 1990 — Дикий пляж — лейтенант милиции
42. 1990 — Допинг для ангелов
43. 1990 — Балаган
44. 1991 — Из жития Остапа Вишни — актер-приставала
45. 1991 — Не будите спящую собаку
46. 1991 — Одиссея капитана Блада — Каузак, помощник Лавасера
47. 1992 — Алмазы шаха
48. 1992 — Духи ада
49. 1992 — Ради семейного очага — Давид Штернберг
50. 1992 — Мы – мужчины!
51. 1992 — Сердца трёх — полицейский
52. 1994 — Выкуп
53. 1996 — Дезертир
54. 1996—1997 — Роксолана (телесериал) — Ибрагим
55. 2002 — Молитва о гетмане Мазепе — Кочубей
56. 2004 — Пять звёзд
57. 2004 — Русское лекарство
58. 2005 — Новый русский романс — МакКормик
59. 2005 — Развод и девичья фамилия
60. 2005 — Сумасбродка — докладчик в НИИ
61. 2005 — Возвращение Мухтара 2 — наркоторговец
62. 2006 — Приключения Верки Сердючки — милиционер
63. 2009 — Лабиринты лжи — профессор
64. 2010 — Пусть говорят
65. 2011 — Лекарство для бабушки — начальник службы охраны
66. 2011 — Байки Митяя
67. 2011 — Медовая любовь
68. 2012 — Синевир
69. 2013 — Братья. Последняя исповедь
70. 2013 — Нюхач — генерал-майор
71. 2014 — Фотограф — начальник гарнизона
72. 2015 — Пёс — Бутон
73. 2016 — Отдел 44
74. 2016 — Прокуроры
75. 2016 — Чунгул — Иван Сорока

## Признание и награды
- 2008 — Заслуженный артист Украины
- 2017 — Народный артист Украины